# Tom Edwards (Rennfahrer)
Tom Edwards (* 9. Juli 2001 in Wellington, New South Wales) ist ein australischer Motorradrennfahrer. Er begann 2017 als Ersatzfahrer in der Supersport-WM 300 beim Team Hel Performance  – Berjan Racing und startete von 2018 bis 2020 bereits in der Supersport-300-WM. Seit 2024 ist er für das D34G Racing WorldSSP Team an der Seite seines Landsmanns Oli Bayliss am Start.

## Statistik in der Supersport-Weltmeisterschaft
(Stand: Saisonende 2024)
| Saison | Team                        | Motorrad             | Rennen | Siege | Zweiter | Dritter | Poles | Schn. Runden | Punkte | Ergebnis |
| ------ | --------------------------- | -------------------- | ------ | ----- | ------- | ------- | ----- | ------------ | ------ | -------- |
| 2022   | YART – Yamaha WorldSSP Team | Yamaha YZF-R 6       | 6      | –     | –       | –       | –     | –            | 7      | 31.      |
| 2023   | YART – Yamaha WorldSSP Team | Yamaha YZF-R 6       | 18     | –     | –       | –       | –     | –            | 26     | 22.      |
| 2024   | D34G Racing                 | Ducati Panigale V4 R | 22     | –     | –       | –       | –     | –            | 40     | 19.      |
| Gesamt | Gesamt                      | Gesamt               | 46     | 0     | 0       | 0       | 0     | 0            | 83     |          |